# Куртене, Уильям
Уи́льям де Куртене́ (Ко́ртни) (англ. William Courtenay; 1341/1342 — 31 июля 1396) — английский церковный деятель, епископ Херефорда в 1370—1375 годах, епископ Лондона в 1375—1381 годах, архиепископ Кентерберийский с 1381 года, канцлер Англии в 1381 году, 4-й сын Хью де Куртене, 10-го графа Девона, и Маргарет де Богун. Закончил Оксфордский университет, получив там докторскую степень. Канцлер Оксфордского университета в 1367—1369 годах.
Епископская карьера Уильяма охватила сложный период в истории Англии. Первую епископскую кафедру в Херефорде Куртене занимал в последние годы правления Эдуарда III, лондонским епископом он был во времена малолетства Ричарда II, а архиепископом Кентерберийским — во время конфликта между Ричардом II и его подданными. В то время как папство с 1378 года переживало раскол между Римом и Авиньоном, Уильям поддерживал правившего в Риме Урбана VI и его преемника, Бонифация IX. В 1378 году Урбан VI предложил Уильяму стать кардиналом, но тот отказался принять назначение. В этот же период против английской церкви выступал проповедник Джон Уиклиф; поскольку епископ Куртене был ярым противником Уиклифа, с ним начал конфликтовать Джон Гонт, один из сыновей короля Эдуарда III, который был покровителем проповедника. Однако в итоге усилиями епископа взгляды Уиклифа и его последователей были объявлены еретическими. За время своей карьеры Уильям проявил себя как сознательный прелат и горячий защитник прав и привилегий церкви.